# Ayuntamiento
Ayuntamiento (i Spanien) är en kommunal organisation som ansvarar för styrelsen av en stad eller kommun. Vanligtvis styrs den av en borgmästare (i Mexiko "kommunal president"), som innehar ordförandeskapet i den lokala förvaltningen och i de parlamentariska församlingar som har beslutanderätten på lokal nivå. I Latinamerika kallas det för "Concejo Municipal" och leds av en "alcalde" tillsammans med "Concejales".  
I allmänhet är ayuntamiento det lägsta administrativa organet och det som ligger närmast medborgaren. De stora städerna/kommunerna brukar dock administrativt indelas i en eller fler undernivåer: kvarter (barrios), distrikt (distritos) och andra liknande begrepp.
Ayuntamiento kan jämföras med det svenska begreppet kommunfullmäktige.